# Мороко (Индијана)
Мороко (енгл. Morocco) град је у америчкој савезној држави Индијана.

## Демографија
По попису из 2010. године број становника је 1.129, што је 2 (0,2%) становника више него 2000. године.
| Група             | 2000.         | 2010.         |
| Белци             | 1.098 (97,4%) | 1.096 (97,1%) |
| Афроамериканци    | 1 (0,1%)      | 1 (0,1%)      |
| Азијати           | 1 (0,1%)      | 2 (0,2%)      |
| Хиспаноамериканци | 21 (1,9%)     | 25 (2,2%)     |
| Укупно            | 1.127         | 1.129         |